# François Neuens
François Neuens (Gonderange, 6 de setembre de 1912 - Wiltz, 24 d'abril de 1985) va ser un ciclista luxemburguès que fou professional entre 1937 i 1945. En el seu palmarès destaquen dues victòries d'etapa al Tour de França de 1939, així com la Volta a Luxemburg de 1942 i 1943. El 1936, com a ciclista amateur, va prendre part en els Jocs Olímpics d'Estiu de Berlín.

## Palmarès
- 1937
  -  Campió de Luxemburg dels independents
- 1938
  - 1r de la Nancy-Luxemburg
  - 1r al Tour del llac Léman
  - 1r del Premi Ruche-Sibour a Metz
  - 1r del Critèrium de Ginebra
  - Vencedor d'una etapa de la Volta a Suïssa
- 1939
  - Vencedor de 2 etapes del Tour de França
- 1941
  - 1r del Gran Premi de Zittau
  - 1r de la Hockenheim Rundfahrt
  - 1r de l'Echarpe d'Or Torpédo
- 1942
  - 1r de la Volta a Luxemburg i vencedor de 4 etapes
  - 1r del Gran Premi de Zwickau
  - 1r del Gran Premi de Landau
  - 1r del Gran Premi de Luxemburg
  - 1r del Premi de la Weinstrasse
  - 1r del Critèrium de Karlsruhe
- 1943
  - 1r de la Volta a Luxemburg i vencedor de 2 etapes
  - Vencedor de 4 sectors dels 3 Dies d'Esch

### Resultats al Tour de França
- 1937. 38è de la classificació general
- 1938. 37è de la classificació general
- 1939. 43è de la classificació general i vencedor de 2 etapes